# Єрьоменське
Єрьоменське (рос. Еременское) — присілок Гагарінського району Смоленської області Росії. Входить до складу Покровського сільського поселення.
Населення — 2 особи.